# Делмино да Силва, Педро
Пе́дро Ви́тор Делми́но да Си́лва (порт.-браз. Pedro Victor Delmino da Silva; род. 13 апреля 1998, Масейо), более известный как Педри́ньо (порт.-браз. Pedrinho) — бразильский футболист, полузащитник донецкого «Шахтёра».

## Клубная карьера
Педриньо перешёл в академию «Коринтианса» в 2013 году, до этого он играл в академии клуба «Витория».
19 марта 2017 года Педриньо дебютировал в основном составе «Коринтианс», выйдя на замену в матче Лиги Паулиста против клуба «Ферровиария».
В марте 2020 года заключил пятилетний контракт с португальской «Бенфикой». Лиссабонский клуб заплатил за трансфер бразильца 20 миллионов евро.
9 июня 2021 года перешёл в донецкий «Шахтёр» за 18 миллионов евро. Для «горняков» данный трансфер стал вторым самым дорогим в истории, уступая только покупке Бернарда в 2013 году за 25 миллионов евро.

## Карьера в сборной
Педриньо выступал за олимпийскую сборную Бразилии, с которой выиграл Турнир в Тулоне в 2019 году (4 матча, 1 гол) и стал вице-чемпионом Предолимпийского турнира КОНМЕБОЛ в 2020 году, что позволило команде поехать на Олимпийские игры Токио 2021.

## Достижения
«Коринтианс»
- Чемпион Бразилии: 2017
- Чемпион штата Сан-Паулу (2): 2017, 2018

«Шахтёр» (Донецк)
- Бронзовый призёр чемпионата Украины: 2024/25
- Обладатель Суперкубка Украины: 2021
- Обладатель Кубка Украины: 2024/25

«Атлетико Минейро»
- Чемпион штата Минас-Жерайс (2): 2023, 2024

Сборная Бразилии
- Победитель Тулонского Турнира: 2019